# Ruđa
Pour les articles homonymes, voir Ruda.
Ruđa (en serbe cyrillique : Руђа) est un village de Serbie situé dans la municipalité de Tutin, district de Raška. Au recensement de 2011, il comptait 71 habitants.

## Démographie
| 1948 | 1953 | 1961 | 1971 | 1981 | 1991 | 2002 | 2011 |
| ---- | ---- | ---- | ---- | ---- | ---- | ---- | ---- |
| 158  | 172  | 144  | 158  | 173  | 155  | 103  | 71   |

|  |